# Walther Schröder

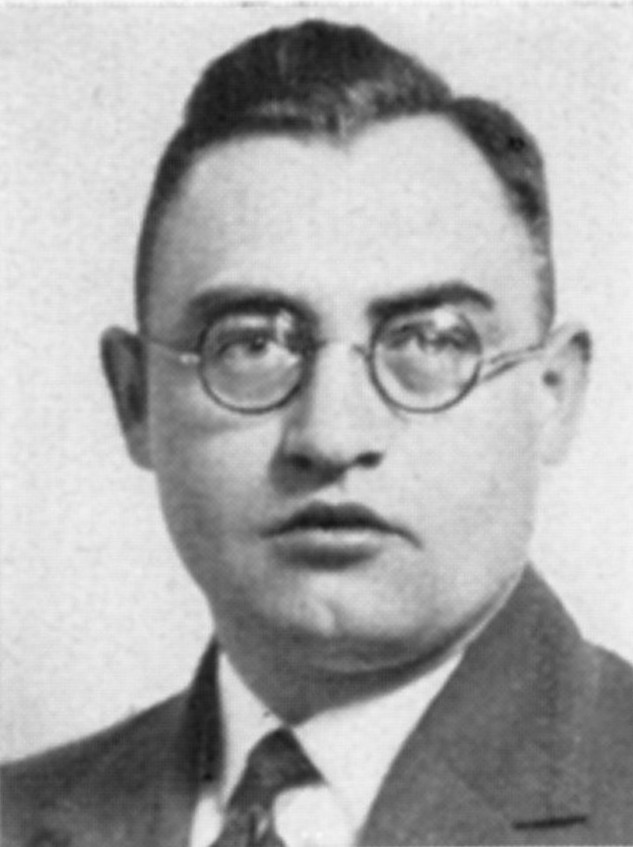
Walther Schröder, um 1933

Walther Schröder, auch Walter Schröder (* 26. November 1902 in Lübeck; † 31. Oktober 1973 ebenda), war ein deutscher Politiker (NSDAP), SS-Brigadeführer sowie Polizeipräsident in Lübeck und als SS- und Polizeiführer in Lettland einer der Hauptverantwortlichen für den Mord an den Juden im Reichskommissariat Ostland. 

## Leben

### Ausbildung und Arbeit
Schröder besuchte von 1909 bis 1918 die St.-Lorenz-Knabenmittelschule und bis 1919 die Oberrealschule zum Dom in Lübeck, es folgte eine dreijährige praktische Ausbildung im Maschinenbau bei der Lübecker Maschinenbaugesellschaft. Ab 1922 studierte er an den Technischen Staatslehranstalten zu Hamburg. Im selben Jahr trat er in das Freikorps Oberland ein (Mitglied bis 1925). Im Herbst 1924 machte er sein Staatsexamen. Bis 1932 war er als Konstrukteur und Ingenieur bei der Schiffswerft von Henry Koch AG und der Lübecker Maschinenbaugesellschaft tätig.

### Politische Anfänge
Schröder trat am 5. Mai 1925 in die NSDAP (Mitgliedsnummer 6.288) und im selben Jahr in die SA ein. Von 1927 bis 1929 war er SA-Sturmführer 1 des Gausturms Mecklenburg-Süd. Er war politischer Leiter der Ortsgruppe Lübeck. Von 1926 bis 1928 fungierte er als Propaganda-Obmann der Ortsgruppe Lübeck. Von Juni 1928 bis 1930 war er Ortsgruppenleiter in Lübeck. 1930 trat er aus der SA aus und war anschließend bis 1934 Bezirksleiter, Untergauleiter, Kreisleiter und bis zum 1. April 1937 Gauinspekteur bzw. Gaubeauftragter. Außerdem war er seit 1934 Bezirksgruppenführer des Reichsluftschutzbundes Schleswig-Holstein sowie Leiter des Lübecker Beobachters (in dieser Eigenschaft wurde er mehrmals zu dreistelligen Geldstrafen verurteilt). Aufgrund seiner parteipolitischen Tätigkeiten erhielt Schröder später u. a. den Ehrenwinkel der Alten Kämpfer und das Goldene Parteiabzeichen.
1929 zog Schröder in die Lübecker Bürgerschaft ein und war dort bis zur Auflösung des Landesparlaments 1933 Mitglied. Im Juli 1932 wurde Schröder für den Wahlkreis 35 (Mecklenburg) in den Reichstag gewählt. Das Mandat behielt er auch nach den folgenden drei Wahlen. Bei der Reichstagswahl vom 29. März 1936 kandidierte er allerdings erfolglos und zog erst 1938 wieder in den nationalsozialistischen Reichstag ein.
Seit 6. März 1933 war Schröder kommissarischer Polizeiherr in Lübeck. Am 31. Mai wurde er durch den Reichsstatthalter Friedrich Hildebrandt zum Senator der inneren Verwaltung und Polizeiherrn ernannt.
Am 6. Oktober 1933 heiratete Schröder, aus der Ehe gingen eine Tochter (* 1937) und zwei Söhne (* 1935, * 1942) hervor. Schröder und seine Frau waren Mitglieder im Lebensborn.
Am 8. September 1936 trat Schröder als Standartenführer im Stabe der Motorobergruppe Nord in Hamburg in das NSKK ein, am 30. Januar 1938 wurde er zum NSKK-Oberführer befördert. Am 20. April des Jahres wurde er als SS-Oberführer bzw. SS-Führer (Mitglieds-Nr. 290.797) in die Schutzstaffel (SS) beim SD-Hauptamt übernommen.
Nach der Eingliederung Lübecks in Preußen durch das Groß-Hamburg-Gesetz am 1. April 1937 war Schröder Polizeipräsident sowie ehrenamtlicher Beigeordneter für das Bauwesen von Lübeck. Als solcher war er auch stellvertretender Vorsitzender der Städtischen Verwaltungswerke Lübeck und Vorsitzender der Kühlhaus Lübeck AG.

### Tätigkeit im Zweiten Weltkrieg

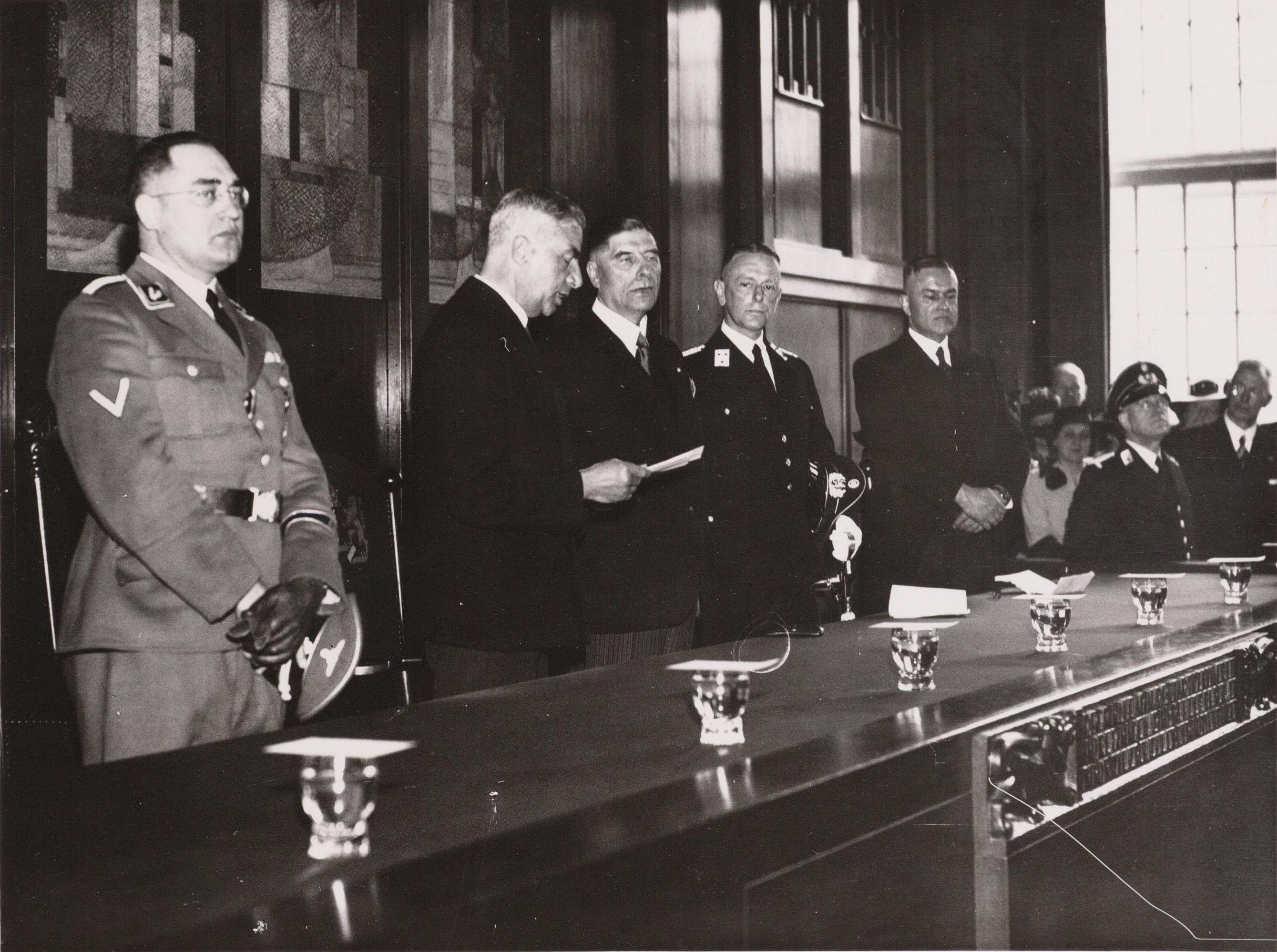
Schröder 1941 als Polizeipräsident in den Niederlanden

Bei seiner Wehrerfassung im August 1940 machte Schröder schwere Verletzungen geltend, darunter eine Armverletzung, die er sich 1928 bei einer Saalschlacht in der Lübecker Zentralhalle zugezogen hatte, sowie einen doppelten Armbruch durch einen Autounfall 1932, wodurch er in Folge an einem Schlottergelenk litt. So wurde er am 4. September als lediglich arbeitsverwendungsfähig eingestuft. Dennoch wurde ihm am 23. September 1940 das Kriegsverdienstkreuz II. Klasse mit Schwertern verliehen. Bis Mitte 1941 war er in den Niederlanden als Polizeipräsident eingesetzt.
Am 4. August 1941 wurde Schröder von Heinrich Himmler zum SS- und Polizeiführer (SSPF) in Riga und am 11. August zum SS- und Polizeistandortführer für den Generalbezirk Lettland im Reichskommissariat Ostland mit Dienstsitz in Riga ernannt. Ende August richtete Schröder den von ihm selbst besetzten Posten des Kommandanten für die Lettische Ordnungspolizei ein, durch den er die Aktivitäten der lettischen Schutzmannschaften steuerte. Am 27. September 1941 wurde er durch Hitler zum SS-Brigadeführer befördert und zum Generalmajor der Polizei ernannt. In dieser Funktion arbeitete er mit dem Generalkommissar Otto-Heinrich Drechsler zusammen und half dem BdS und Einsatzgruppenleiter Walter Stahlecker bei dessen Aufgaben.
Wegen des Luftangriffs auf Lübeck in der Nacht auf den 29. März 1942 wurde Schröder von Gauleiter Hinrich Lohse nach Lübeck zurückbeordert, traf dort in der Nacht auf den 31. März ein und war vom 4. bis 17. April stellvertretender Reichsverteidigungskommissar für den Wehrkreis X und danach bis 6. Mai wieder als Polizeipräsident und Beigeordneter für die Lübecker Bauverwaltung tätig. Zur Hebung der Moral gab es Lieferungen von begehrten und sonst kaum erhältlichen Waren an die Lübecker Bevölkerung. Davon zweigte der Lübecker Vorsitzende der Nationalsozialistischen Volkswohlfahrt, Wilhelm Janowsky, für sich große Bestände ab. Aber er ließ auch umfangreiche Lebensmittelpakete an Freunde verteilen. Auch Schröder gehörte zu den Empfängern solcher Pakete. Im Falle Schröder gab es keine Gerichtsverhandlung. Die Angelegenheit wurde vertuscht. Janowsky wurde durch Urteil des Sondergerichts in Kiel am 28. August 1942 zum Tode verurteilt. Er wurde am 15. Dezember 1942 in Hamburg hingerichtet.
Am 10. April 1942 ordnete der Amtsgruppenleiter im Hauptamt Ordnungspolizei Wilhelm von Grolman die Rückversetzung Schröders als Polizeipräsident und SSPF mit Sonderauftrag in Lübeck an. Die Rückversetzung kam jedoch aufgrund organisatorischer Schwierigkeiten in Riga nicht zustande, und so wurde die Rückversetzung am 23. Juni 1942 von Grolman auf unbestimmte Zeit aufgeschoben.
Am 24. August 1942 sandte Himmler eine „letzte Mahnung“ an Schröder (mit Durchschriften an Friedrich Jeckeln, Wolff und das Personalhauptamt). Darin rügte er dessen „Sucht, dauernd in der Zeitung genannt zu werden“, und eröffnete ihm, dass er „bei der nächsten Erwähnung in einem Zeitungsartikel in deutscher oder lettischer Sprache“ abgesetzt würde.
Ab Januar 1943 war Schröder an den politischen Verhandlungen zur Aufstellung der Lettischen Legion beteiligt.
In einer geheimen Beurteilung vom 26. Juni 1944 beschrieb Jeckeln Schröder als „SS-Führer mit sehr guten charakterlichen Eigenschaften“, ihm fehle es aber „manchmal an der notwendigen Härte“ und dass er „auch etwas zur Bequemlichkeit“ neige. „Sein in- und außerdienstliches Auftreten“ sei „sehr gut“, das soldatische lasse aber „zu wünschen übrig“, er sei „also nicht der Typ des harten SS-Mannes“, politische Aufgaben würden ihm mehr als soldatische liegen. Eine Verwendung Schröders als HSSPF hielt Jeckeln für unangebracht, „da bei ihm hierzu die kompromisslose Einstellung und die Härte, die für eine solche Dienststellung erforderlich sind, nicht in ausreichendem Maße vorhanden“ seien.
Am 19. Oktober 1944 meldete sich Schröder beim Hauptamt Ordnungspolizei in Lübeck zurück, um die Geschäfte des SSPF Lettland abzuwickeln. Im November bat er dort beim HSSPF Bassewitz um Verwendung als Polizeipräsident in Lübeck sowie als Nachfolger des Bremer Bürgermeisters Johann Heinrich Böhmcker. Er wurde jedoch von Himmler am 21. November 1944 als Nachfolger des in Oberschlesien gefallenen SS-Brigadeführers Kurt Hintze bestimmt. Im Januar 1945 wurde Schröder allerdings auf Betreiben von Bassewitz wieder als Polizeipräsident nach Lübeck zurückversetzt.

### Kapitulation und Nachkriegszeit
Bei Kriegsende stimmte er mit dem Lübecker Kampfkommandanten Generalmajor Kurt Lottner, weiteren Offizieren des Standorts sowie Bürgermeister Otto-Heinrich Drechsler und Kreisleiter Otto Bernhard Clausen dahin überein, dass eine Verteidigung der Stadt gegen die von der Elbe heranrückenden britischen Panzereinheiten nicht sinnvoll sei. Die in den Brücken rund um die Stadt angebrachten Sprengladungen wurden wieder entfernt. Die Stadt konnte daher am 2. Mai 1945 weitgehend kampffrei und ohne weitere Schäden besetzt werden.
Nachdem die Briten unter Major Coolay zunächst im Lübecker Rathaus den Oberbürgermeister Drechsler festgenommen hatten, begab sich Coolay zum Lübecker Polizeipräsidium im Zeughaus, wo er Schröder und die Lübecker Polizei arretierte. Während die Polizei schon am Folgetag unbewaffnet den Dienst wieder aufnahm, wurde Schröder durch die am 3. Mai eingetroffene Militärregierung in Person des Kreis-Resident-Officer A. J. R. Munro verhaftet.
Das Spruchgericht Bergedorf verurteilte Schröder zu zwei Jahren und neun Monaten Gefängnis. Die Kammer stellte bei ihm „wahrheitswidriges Leugnen“ und „Mangel an Einsicht“ fest. Schröder wollte weder vom Holocaust noch von unbilligen Härten im KZ etwas erfahren haben.
Im Entnazifizierungsverfahren wurde Schröder nur als „Mitläufer“ eingestuft. Danker und Schwabe bezeichnen diese Einstufung vor dem Hintergrund der Führungsrolle von Schröder in Schleswig-Holstein und im Reichskommissariat Ostland als „absurd“.
Nach Kriegsende wurde Schröders Dienstvilla am Lübecker Burgfeld von den Besatzungsbehörden beschlagnahmt. Im Januar 1956 forderte Schröder, der eine monatliche Pension von 1.100 Mark bezog, deswegen aufgrund des Reichsleistungsgesetzes Schadensersatz in Höhe von 53.000 Mark von der Stadt Lübeck. Mangels Beweisen wurden zwei Ermittlungsverfahren 1955 und 1956 bei der Lübecker Staatsanwaltschaft eingestellt.